# Érione givrée
Haplophaedia lugens
Espèce
Statut de conservation UICN

 NT  : Quasi menacé
Statut CITES
L'Érione givrée (Haplophaedia lugens) est une espèce de colibris présente en Colombie et en Équateur. D'après Alan P. Peterson, c'est une espèce monotypique.

## Habitats
Ses habitats sont les forêts tropicales et subtropicales humides de montagne et la végétation de broussailles, entre 1100 et 2 500 m d'altitude. On la trouve aussi sur les sites d'anciennes forêts lourdement dégradées.

Carte de répartition de l'espèce

## Conservation
La population d'érione givrée est en baisse à cause des activités humaines qui font disparaître ses habitats.